# Władysław Masiarz
Władysław Masiarz (ur. 15 września 1939 w Jankowicach) – historyk, socjolog, psycholog społeczny, pedagog i nauczyciel akademicki. 

## Życiorys
W 1954 rozpoczął naukę w I Liceum Ogólnokształcącym im. Henryka Sienkiewicza w Szydłowcu, gdzie cztery lata później uzyskał świadectwo dojrzałości. Następnie studiował historię w Wyższej Szkole Pedagogicznej w Krakowie. Tam, w 1964 obronił pracę magisterską omawiającą działalność Stronnictwa Ludowego w latach 30. XX w. Pierwszym doświadczeniem pedagogicznym Masiarza była praca w XII Liceum Ogólnokształcącym w Krakowie-Nowej Hucie. Później rozpoczął pracę oświatową w domu kultury Kombinatu Nowa Huta, gdzie po roku został kierownikiem działu. Dzięki pracy w kombinacie posiadał prawo do używania „karty hutnika”, co umożliwiło szybsze otrzymanie mieszkania. Później podjął studia doktoranckie na WSP. Pod kierownictwem prof. Józefa Buszki napisał pracę pt. Działalność polityczna Macieja Rataja 1928–1940, która była kontynuacją pracy magisterskiej. Obronił ją w 1975. W 1971–2007 pracował w Instytucie Nauk Społecznych i Ekonomicznych Politechniki Krakowskiej. W czasie pisania pracy doktorskiej przygotowywał się do późniejszych badań nad dziejami sybiraków. W latach 1975–1976 odbył staż na Moskiewskim Uniwersytecie Państwowym im. M.W. Łomonosowa. W 1986 został dyrektorem instytutu, w którym pracował. Następne staże odbył w 1988 w Kijowie i w Irkucku (1989–1995). Zaraz po powrocie do Polski został doktorem habilitowanym nauk humanistycznych. W 1997–2000 był redaktorem naczelnym czasopisma Związku Sybiraków „Zesłaniec”. W 2000 został profesorem nadzwyczajnym Politechniki Krakowskiej. W 2007 zakończył regularną pracę pozostając na stanowisku profesora emerytowanego. W 2007–2012 wykładał zagadnienia historyczne i socjologiczne w Wyższej Szkole Społeczno-Gospodarczej w Tyczynie.
Jest członkiem Polskiego Towarzystwa Historycznego i Komisji Historycznej Związku Sybiraków w Krakowie.

## Publikacje
- 1999: Dzieje Kościoła i polskiej diaspory w Tobolsku na Syberii 1838-1922, Kraków
- 2003: Wierszyna – polska „mała ojczyzna” na Syberii, [w:] Ich małe ojczyzny. Lokalność, korzenie i tożsamość w warunkach przemian, red. Mieczysław Trojan, Wrocław: UWr, s. 351-362
- Polacy we Wschodniej Syberii 1907-1947 (ros.)